# Smeldinger
Die Smeldinger waren ein westslawischer Stamm, der im 9. Jahrhundert in der Gegend um Parchim im südwestlichen Mecklenburg siedelte.

## Name
Der Name der Smeldinger ist für die Jahre 808 und 809 in verschiedenen fränkischen Annalen belegt und findet sich sonst nur noch im Bayerischen Geographen. Ob es sich um eine Fremdbezeichnung oder um eine identitätsstiftende Eigenbenennung handelt, ist unbekannt. Der Name wird häufig mit dem Fluss Elde in Zusammenhang gebracht, der durch das Siedlungsgebiet fließt.

## Siedlungsgebiet
Das Siedlungsgebiet der Smeldinger lag rechts der Elbe benachbart zu den Linonen und Bethenzern. Nach der herkömmlichen Lesart des Bayerischen Geographen verfügten die Smeldinger gemeinsam mit den Bethenzern und den Morizani über 11 civitates, also Burgen, Burgbezirken oder Siedlungskammern. Eine im Vordringen begriffene Auffassung hingegen versteht die Textpassage in der Völkertafel dahingehend, es handele sich bei der Anführung der Morizani um eine eigenständige Erwähnung in einer neuen Reihe und die 11 civitates seien deshalb ausschließlich den Morizani zuzuordnen. Unbeschadet dessen ist in den Reichsannalen jedenfalls eine Burg der Smeldinger überliefert. Da es sich um „die Größte“ (maximam civitatem) ihrer Burgen gehandelt haben soll, möglicherweise einen Fürstensitz, liegt das Vorhandensein weiterer Burgen der Smeldinger zumindest nahe. Der Chronik von Moissac zufolge soll die Burg den Namen Connoburg getragen haben. Sie ist deshalb lange bei Conow an der unteren Elde, nämlich in Menkendorf vermutet worden.  Allerdings könnte es sich bei der Benennung der Burg auch um eine schlichte Falschübertragung des Smeldingorum der Reichsannalen durch den mittelalterlichen Chronisten handeln. Da überdies die Burganlage in Menkendorf nicht vor 900 errichtet wurde, verortet die Forschung die Burg heute in Friedrichsruhe. Dort entstand um das Jahr 800 eine Großburg an einem bereits zuvor genutzten, unbefestigten Siedlungsplatz.
Im Einklang damit wird das Siedlungsgebiet der Smeldinger gegenwärtig in der Gegend um Parchim vermutet. Diese Überlegung beruht auf archäologischen Fundkartierungen, die in dem Gebiet links und rechts der Elde eine frühmittelalterliche, in sich abgeschlossene slawische Siedlungskammer ausweisen.

## Geschichte
Nachdem die Smeldinger zunächst wilzischer Herrschaft unterstanden, gelangten sie als Folge des Wilzenfeldzuges Karls des Großen unter die Oberhoheit der Abodriten, aus der sie sich 808 wieder zu lösen versuchten. Der dänische König Göttrik hatte den von den Abodriten eingenommenen Handelsplatz Reric überfallen und die Macht des abodritischen Samtherrschers Drasco vorübergehend stark geschwächt. Daraufhin entsandte Karl der Große seinen Sohn Karl den Jüngeren nach Norden. Dieser kam zu spät um Drasco zu unterstützen und schlug stattdessen eine Brücke über die Elbe. Auf der anderen Seite kämpfte sein Heer gegen Smeldinger und Linonen, die ebenfalls zu Göttrik abgefallen waren. Das fränkisch-sächsische Heer verwüstete zwar weit und breit Felder und Siedlungen, musste aber auch schwere Verluste hinnehmen, bevor es wieder über den Fluss nach Sachsen zurückkehrte.
Schon im darauffolgenden Jahr sahen sich die Smeldinger dem Rachefeldzug des wieder erstarkten abodritischen Samtherrschers Drasco ausgesetzt, der mit reicher Beute aus einem Überfall gegen die Wilzen in Nordalbingien sächsische Krieger angeworben hatte und mit einem slawisch-sächsischen Heer in die Lewitz zog. Die Abodriten eroberten die Hauptburg der Smeldinger. Danach werden die Smeldinger in den fränkischen Annalen nicht mehr erwähnt. Ihre politische Bedeutung beschränkte sich für die Franken auf die Rolle als militärischer Gegner Karls des Jüngeren und ihres Verbündeten, Drasco. Ihr Untergang wird von der Forschung auf die mangelnde Befähigung zur Bildung eines eigenen Fürstentums zurückgeführt. Die Burg bei Friedrichsruhe wurde um 1000 aufgegeben. Möglicherweise sind die Smeldinger gemeinsam mit den Bethenzern in den Warnowern, den Linonen, den Redariern oder unmittelbar in den Abodriten aufgegangen.